# La Vendetta
 (septembre 2024).
Si vous disposez d'ouvrages ou d'articles de référence ou si vous connaissez des sites web de qualité traitant du thème abordé ici, merci de compléter l'article en donnant les références utiles à sa vérifiabilité et en les liant à la section « Notes et références ».
Pour les articles homonymes, voir Vendetta (homonymie).
La Vendetta est une nouvelle d’Honoré de Balzac parue en 1830 aux éditions Mame et Delaunay-Vallée. L'œuvre fait partie des Scènes de la vie privée de La Comédie humaine.
L’action se déroule à Paris entre 1800 et 1830.

## Personnages principaux
- Bartholoméo di Piombo, vieux compatriote de Napoléon Bonaparte .
- Ginevra di Piombo, la fille de Bartholoméo.
- Amélie Thirion, rivale de Ginevra en peinture.
- Servin, le maître de peinture de Ginevra.
- Luigi Porta, mari de Ginevra.
- Mme Servin, femme de Servin.
- Elisa, femme de Bartholoméo.

## Résumé
Le récit débute en octobre 1800, devant les Tuileries, à Paris, avec l'arrivée d'une famille misérable, dont le mari cherche à entrer en contact avec le Premier consul Napoléon Bonaparte. D'abord repoussé par la garde, l'homme — un Corse d'une soixantaine d'années — rencontre, par chance, Lucien Bonaparte, qui l'emmène auprès de son frère à qui l'homme raconte son histoire : en conflit ouvert avec la famille Porta, qui a tué la sienne et détruit ses biens (seules sa femme et leur fille Ginevra en ont réchappé), il s'est cruellement vengé en massacrant tous ses ennemis, sept hommes au total. De ce carnage, seul survivrait le jeune Luigi Porta, que Bartholoméo a pourtant attaché dans son lit avant d'incendier la maison. Les Bonaparte lui étant redevables, Napoléon promet à son compatriote une aide discrète à condition qu'il renonce à toute vendetta, auquel cas le Premier consul lui-même ne pourrait plus rien pour lui.
Quinze ans plus tard, en juillet 1815, dans l'atelier très mondain du célèbre peintre Servin troublé par des querelles entre élèves, dont Ginevra di Piombo, la fille du riche et très bonapartiste baron de Piombo, fait les frais. Un jour, dans l'atelier de Servin, elle découvre fortuitement un proscrit bonapartiste, Luigi Porta, dont elle tombe immédiatement amoureuse. Une idylle se noue entre Luigi, blessé et aux abois, et la jeune fille. Mais l'amourette finit par être éventée…
Un jour, Ginevra annonce à ses parents qu'elle est amoureuse et désire se marier. Cette révélation est la cause d'une première crise avec Bartholoméo (77 ans à l'époque), qui ne supporte pas l'idée d'être abandonné par sa fille. Mais la femme finit par obtenir le droit pour sa fille d'amener son amoureux à la maison. Malheureusement, le jeune homme à peine présenté, son identité est révélée. C'en est trop pour le vieillard. L'entrevue ratée provoque le refus obstiné de Bartholoméo au nom de principes de sa culture corse, en particulier l'esprit de vendetta. Jamais une di Piombo n'épousera un Porta ! Ginevra se fait alors reconnaître ses droits par un notaire, par « acte respectueux » , et, bravant la volonté farouche de son père, elle quitte le domicile familial. Les premières défections dans son entourage apparaissent (refus assez froid de Mme Servin de la loger provisoirement). Malgré l'interdiction de son père, elle se marie et s'installe avec Luigi.
À part la triste cérémonie du mariage, qui fait ressentir à la jeune femme toute l'ampleur de sa solitude, le couple connaît d'abord une certaine réussite professionnelle. Ginevra peint des copies de tableaux de maître qu'elle revend aux brocanteurs ; Luigi trouve un travail de copiste. Pourtant, en 1819, la situation économique change : Ginevra ne trouve plus d'acquéreurs pour ses tableaux. Ils tentent de vivre d'expédients, mais sombrent dans la pauvreté puis la misère. Ginevra tombe enceinte. Mais l'enfant meurt de faim et de froid, suivi de sa mère, heureuse malgré tout d'avoir vécu dans l'amour jusqu'à la fin. Luigi Porta rapporte la tragique nouvelle à Bartholoméo di Piombo. C'est l'achèvement de la vendetta.

## Thèmes

### L'art
L'art est un des thèmes centraux de la nouvelle. Il est présent dans le récit lui-même : Ginevra a un don pour la peinture et Servin est un maître-peintre. L'atelier de l'artiste, lieu central de l'action, est le théâtre de l'amour naissant entre les deux jeunes. De plus, grâce à l'art, Ginevra gagne de l'argent, après avoir été reniée par son père, Bartholoméo di Piombo.
La forme de la nouvelle exploite ce thème par de nombreuses références à des œuvres d'art, notamment lors de la description des personnages. Par exemple, le récit fait allusion au tableau de Girodet, L'Endymion, pour évoquer le personnage de Luigi. En outre, la minutie et le sens pointu du détail de Balzac font que les descriptions des personnages et des scènes finissent par ressembler à de véritables tableaux : la nouvelle peut donc être interprétée comme un exercice artistique en elle-même.
Des liens multiples peuvent être établis avec d'autres œuvres de Balzac où se retrouve le thème de l'art pictural et qui sont marquées par la présence centrale d'un artiste peintre. Dans La Maison du chat-qui-pelote, l'un des personnages principaux, l'aristocrate Théodore de Sommervieux est un  peintre voué corps et âme à son art. Dans la nouvelle intitulée La Bourse, il est question d'Hippolyte Schinner, un jeune peintre pauvre, mais talentueux.

### L'amour, la passion
L'amour, force dominante dans la nouvelle, est à l'origine de tous les maux. Ce thème, déjà récurrent dans la Comédie humaine, apparaît ici grâce à l'histoire d'amour entre Ginevra et Luigi Porta, qui déchire la famille di Piombo.
Dans Le Bal de Sceaux existe déjà un amour semblable entre Émilie de Fontaine et Maximilien de Longueville. Ici, il est aussi question d'un amour paternel, qui se mue en jalousie extrême dans le cas de Bartholoméo. En effet, à l'annonce du mariage de sa fille chérie, il ne peut s'empêcher de réagir fortement : il lui impose un choix cruel et la culpabilise dans l'espoir de la garder auprès de lui. Cet ultimatum annonce le début des malheurs de la famille.
La passion est également présente sur le plan politique. Par exemple, Bartholoméo di Piombo se pose en soutien inconditionnel de Napoléon : il reste un de ses partisans, même après le départ forcé de l'Empereur. Quant à Luigi, il voue un véritable culte à l'Empereur, en étant prêt à risquer sa vie pour La Bédoyère, l'un de ses généraux. C'est à cause de sa dévotion et de ses convictions politiques qu'il se retrouve proscrit.